# Xã Elk, Quận Nobles, Minnesota
Xã Elk (tiếng Anh: Elk Township) là một xã thuộc quận Nobles, tiểu bang Minnesota, Hoa Kỳ. Năm 2010, dân số của xã này là 253 người.